# Comtés de l'État de l'Idaho
L'État de l'Idaho est divisé en 44 comtés.
| Comté      | Date de création | Étymologie | Siège du comté | Population (2013) | Superficie totale (km²) | Superficie terrestre (km²) | Superficie des eaux (km²) | Densité (hab./km²) | Variation (2010-2013) | Localisation |
| ---------- | ---------------- | --- | -------------- | ----------------- | ----------------------- | -------------------------- | ------------------------- | ------------------ | --------------------- | ------------ |
| Ada        | 1864             | Ada Riggs, fille de H.C. Riggs, un membre de la législature du Territoire de l'Idaho et cofondateur de Boise | Boise          | 416 464           | 2 747                   | 2 726                      | 20                        | 152,8              | 6,1 %                 |              |
| Adams      | 1911             | John Adams (1735-1826), Ambassadeur des États-Unis au Royaume-Uni (1785-1788), 1er Vice-président des États-Unis (1789-1797) et 2e Président des États-Unis (1797-1801) | Council        | 3 828             | 3 548                   | 3 530                      | 17                        | 1,1                | -3,7 %                |              |
| Bannock    | 1893             | La tribu amérindienne Bannock | Pocatello      | 83 249            | 2 972                   | 2 880                      | 92                        | 28,9               | 0,5 %                 |              |
| Bear Lake  | 1893             | Le Bear Lake dont la partie nord se trouve au Sud du comté | Paris          | 5 943             | 2 718                   | 2 525                      | 193                       | 2,4                | -0,7 %                |              |
| Benewah    | 1915             | Ben'wah, un des chefs de la tribu amérindienne Cœur d'Alène | St. Maries     | 9 044             | 2 030                   | 2 011                      | 19                        | 4,5                | -2,6 %                |              |
| Bingham    | 1885             | Henry H. Bingham (1841-1912), officier dans l'Armée de l'Union pendant la guerre de Sécession, décoré de la Medal of Honor pour son rôle joué pendant la bataille de la Wilderness et homme politique membre de la Chambre des représentants pour la Pennsylvanie (1879-1912)                                                                                        | Blackfoot      | 45 290            | 5 492                   | 5 423                      | 68                        | 8,4                | -0,7 %                |              |
| Blaine     | 1895             | James G. Blaine (1830-1893), 28e et 31e Secrétaire d'État (1881, 1889-1892) | Hailey         | 21 329            | 6 882                   | 6 837                      | 44                        | 3,1                | -0,2 %                |              |
| Boise      | 1864             | La Boise River, un tributaire principal de la Snake River, qui traverse le comté | Idaho City     | 6 795             | 4 938                   | 4 919                      | 19                        | 1,4                | -3,3 %                |              |
| Bonner     | 1907             | | Sandpoint      | 40 699            | 4 971                   | 4 493                      | 479                       | 9,1                | -0,4 %                |              |
| Bonneville | 1911             | Benjamin Bonneville (1796-1878), officier de carrière de l'armée américaine, explorateur et négociant dans la traite des fourrures | Idaho Falls    | 107 517           | 4 923                   | 4 833                      | 90                        | 22,2               | 3,1 %                 |              |
| Boundary   | 1915             | La frontière avec le Canada | Bonners Ferry  | 10 853            | 3 310                   | 3 286                      | 24                        | 3,3                | -1,1 %                |              |
| Butte      | 1917             | Les buttes s'élevant depuis la plaine de la Snake River | Arco           | 2 642             | 5 797                   | 5 792                      | 5                         | 0,5                | -8,7 %                |              |
| Camas      | 1917             | Le camassia, un genre de six espèces de plantes herbacées à bulbe présent dans l'Ouest des États-Unis et utilisé comme source de nourriture par les tribus amérindiennes locales et les pionniers | Fairfield      | 1 042             | 2 794                   | 2 783                      | 12                        | 0,4                | -6,7 %                |              |
| Canyon     | 1892             | La gorge de la Boise River ou la gorge de la Snake River qui fait office de frontière naturelle avec le comté d'Owyhee | Caldwell       | 198 871           | 1 563                   | 1 521                      | 42                        | 130,7              | 5,3 %                 |              |
| Caribou    | 1919             | Les monts Caribou, une chaîne de montagne des montagnes Rocheuses orientée Nord-Sud qui s'étend dans le Sud-Est de l'État | Soda Springs   | 6 808             | 4 658                   | 4 569                      | 89                        | 1,5                | -2,2 %                |              |
| Cassia     | 1879             | | Burley         | 23 331            | 6 683                   | 6 644                      | 39                        | 3,5                | 1,6 %                 |              |
| Clark      | 1919             | Sam K. Clark, pionnier et membre du Sénat de l'Idaho | Dubois         | 867               | 4 572                   | 4 569                      | 2                         | 0,2                | -11,7 %               |              |
| Clearwater | 1911             | La Clearwater River, un tributaire principal de la Snake River, qui traverse le comté | Orofino        | 8 577             | 6 444                   | 6 364                      | 80                        | 1,3                | -2,1 %                |              |
| Custer     | 1881             | La General Custer Mine où de l'or fut découvert en 1876, année de la mort de George Armstrong Custer (1839-1876), officier de carrière de l'armée américaine qui servit comme général de cavalerie dans l'Armée de l'Union pendant la guerre de Sécession et pendant les guerres indiennes                                                                           | Challis        | 4 249             | 12 785                  | 12 743                     | 42                        | 0,3                | -2,7 %                |              |
| Elmore     | 1889             | | Mountain Home  | 26 170            | 8 031                   | 7 964                      | 67                        | 3,3                | -3,2 %                |              |
| Franklin   | 1913             | Franklin D. Richards (1821-1899), membre du Quorum des Douze Apôtres (1849-1899) au sein de l'Église de Jésus-Christ des saints des derniers jours | Preston        | 12 854            | 1 731                   | 1 719                      | 12                        | 7,5                | 0,5 %                 |              |
| Fremont    | 1893             | John C. Frémont (1813-1890), explorateur (1842-1849), Sénateur de la Californie (1850-1851), premier candidat au poste de Président des États-Unis du Parti républicain et premier candidat d'un grand parti à manifester son opposition à l'esclavage (1856), général dans l'Armée de l'Union pendant la guerre de Sécession et Gouverneur de l'Arizona (1878-1883) | Saint Anthony  | 12 927            | 4 910                   | 4 827                      | 83                        | 2,7                | -2,4 %                |              |
| Gem        | 1915             | | Emmett         | 16 686            | 1 465                   | 1 453                      | 12                        | 11,5               | -0,2 %                |              |
| Gooding    | 1913             | | Gooding        | 15 080            | 1 900                   | 1 888                      | 12                        | 8,0                | -2,5 %                |              |
| Idaho      | 1864             | | Grangeville    | 16 116            | 22 024                  | 21 956                     | 67                        | 0,7                | -0,9 %                |              |
| Jefferson  | 1913             | Thomas Jefferson (1743-1826), 2e Gouverneur de l'État de Virginie (1779-1781), Ambassadeur des États-Unis en France (1785-1789), 1er Secrétaire d'État (1790-1793), 2e Vice-président des États-Unis (1797-1801) et 3e Président des États-Unis (1801-1809) | Rigby          | 26 914            | 2 863                   | 2 832                      | 31                        | 9,5                | 3,0 %                 |              |
| Jerome     | 1919             | | Jerome         | 22 514            | 1 560                   | 1 547                      | 13                        | 14,6               | 0,6 %                 |              |
| Kootenai   | 1864             | La tribu amérindienne Kootenai | Coeur d'Alene  | 144 265           | 3 407                   | 3 222                      | 185                       | 44,8               | 4,2 %                 |              |
| Latah      | 1888             | | Moscow         | 38 078            | 2 789                   | 2 787                      | 2                         | 13,7               | 2,2 %                 |              |
| Lemhi      | 1869             | | Salmon         | 7 712             | 11 833                  | 11 819                     | 14                        | 0,7                | -2,8 %                |              |
| Lewis      | 1911             | | Nezperce       | 3 902             | 1 243                   | 1 240                      | 2                         | 3,1                | 2,1 %                 |              |
| Lincoln    | 1895             | Abraham Lincoln (1809-1865), 16e Président des États-Unis (1861-1865) | Shoshone       | 5 315             | 3 123                   | 3 112                      | 12                        | 1,7                | 2,1 %                 |              |
| Madison    | 1913             | James Madison (1751-1836), Secrétaire d'État (1801-1809) à l'époque de l'Expédition Lewis et Clark (1804-1806) et 4e Président des États-Unis (1809-1817) | Rexburg        | 37 450            | 1 226                   | 1 215                      | 10                        | 30,8               | -0,2 %                |              |
| Minidoka   | 1913             | | Rupert         | 20 292            | 1 976                   | 1 962                      | 14                        | 10,3               | 1,1 %                 |              |
| Nez-Percés | 1864             | La tribu amérindienne Nez-Percé | Lewiston       | 39 915            | 2 218                   | 2 197                      | 21                        | 18,2               | 1,7 %                 |              |
| Oneida     | 1864             | | Malad City     | 4 275             | 3 112                   | 3 108                      | 4                         | 1,4                | -0,3 %                |              |
| Owyhee     | 1863             | | Murphy         | 11 472            | 19 935                  | 19 854                     | 81                        | 0,6                | -0,5 %                |              |
| Payette    | 1917             | | Payette        | 22 610            | 1 063                   | 1 054                      | 9                         | 21,5               | -0,1 %                |              |
| Power      | 1913             | | American Falls | 7 719             | 3 736                   | 3 637                      | 99                        | 2,1                | -1,3 %                |              |
| Shoshone   | 1864             | La tribu amérindienne Shoshone | Wallace        | 12 690            | 6 826                   | 6 812                      | 14                        | 1,9                | -0,6 %                |              |
| Teton      | 1915             | La vallée de la chaîne Teton | Driggs         | 10 275            | 1 167                   | 1 164                      | 3                         | 8,8                | 1,0 %                 |              |
| Twin Falls | 1907             | | Twin Falls     | 79 957            | 4 994                   | 4 976                      | 18                        | 16,1               | 3,5 %                 |              |
| Valley     | 1917             | | Cascade        | 9 606             | 9 668                   | 9 491                      | 177                       | 1,0                | -2,6 %                |              |
| Washington | 1879             | George Washington (1732-1799), Commandant en chef de l'Armée continentale pendant la Guerre d'indépendance des États-Unis (1775-1783) et 1er Président des États-Unis (1789-1797) | Weiser         | 9 944             | 3 816                   | 3 763                      | 53                        | 2,6                | -2,5 %                |              |